# Cotter (Arkansas)
Pour les articles homonymes, voir Cotter.
Cotter est une municipalité du comté de Baxter, dans l'État de l'Arkansas aux États-Unis.

## Démographie
| 1910 | 1920 | 1930  | 1940 | 1950  | 1960 |
| ---- | ---- | ----- | ---- | ----- | ---- |
| 894  | 884  | 1 064 | 903  | 1 089 | 683  |

| 1970 | 1980 | 1990 | 2000 | 2010 | - |
| ---- | ---- | ---- | ---- | ---- | - |
| 858  | 920  | 867  | 921  | 970  | - |